# Andreas Raselius
Andreas Rasel, dit Andreas Raselius Ambergensis, né entre 1561 et 1563 à Hahnbach (Haut-Palatinat) et mort le 6 janvier 1602 à Heidelberg, est un compositeur allemand de la Renaissance tardive. Bien que connu comme théoricien de la musique, il fut aussi théologien, philosophe et chroniqueur, ayant publié en 1598 une chronique de la ville de Ratisbonne. Il s'est également illustré comme un précurseur de l'œcuménisme, condamnant la discrimination envers les juifs.

## Biographie
Fils d'un pasteur de l'église évangélique de Hahnbach, (Thomas Rasel disciple de Mélanchthon) il quitte cette ville en 1569 à la mort de ce dernier et s'installe avec sa mère à Amberg où il suit probablement les cours du compositeur Mathias Gastritz. Il poursuit ses humanités à Sulzbach et étudie à partir de 1581 à Heidelberg.
Il est nommé Cantor de la Neupfarrkirche à Ratisbonne en 1584 est appelé en 1600 à la cour du prince-électeur du Palatinat du Rhin, Frédéric IV, en tant que maître de chapelle.

## Œuvres
Raselius a composé de nombreuses pièces de musique sacrée, motets et lieder.
Raselius a suivi la proposition de Lucas Osiander de composer des chorals simples que les congrégations (assemblées paroissiales) puissent chanter. À l’instar de plusieurs de ses contemporains, tels Melchior Franck, il a composé une série de motets basé sur les textes des évangiles couvrant toute l’année liturgique. Comme Frank, il aime le contraste  expressif des textures homophoniques et polyphoniques, souvent dans un style qui montre sa connaissance et sa maîtrise des techniques polyphoniques vénitiennes. Il a toujours porté attention au texte et à ses implications émotionnelles et a été toujours attentif à la correspondance entre les mots et la musique et au fait que les mots apparaissent clairement.